# Les Grandes Chaleurs
Les Grandes Chaleurs è un film del 2009 diretto da Sophie Lorain.

## Trama
Dopo la morte del marito infedele, Gisèle, un'assistente sociale di cinquantadue anni che lavora in un quartiere disagiato della città di Québec, s'innamora perdutamente di Yannick, un ex-cliente cleptomane diciannovenne.

## Distribuzione
- 7 agosto 2009 in Canada
- 20 febbraio 2011 in Ungheria